# MaltaPost
MaltaPost (укр. Мальтійська Пошта) — національний оператор поштового зв'язку Мальти зі штаб-квартирою в Марсі. Є відкритою публічною компанією з обмеженою відповідальністю із частковою приватною власністю. Член Всесвітнього поштового союзу.